# Кошмяк, Георгий Данилович
Георгий Данилович Кошмяк (1909—1988) — полковник Советской Армии, участник Великой Отечественной войны, Герой Советского Союза (1943).

## Биография

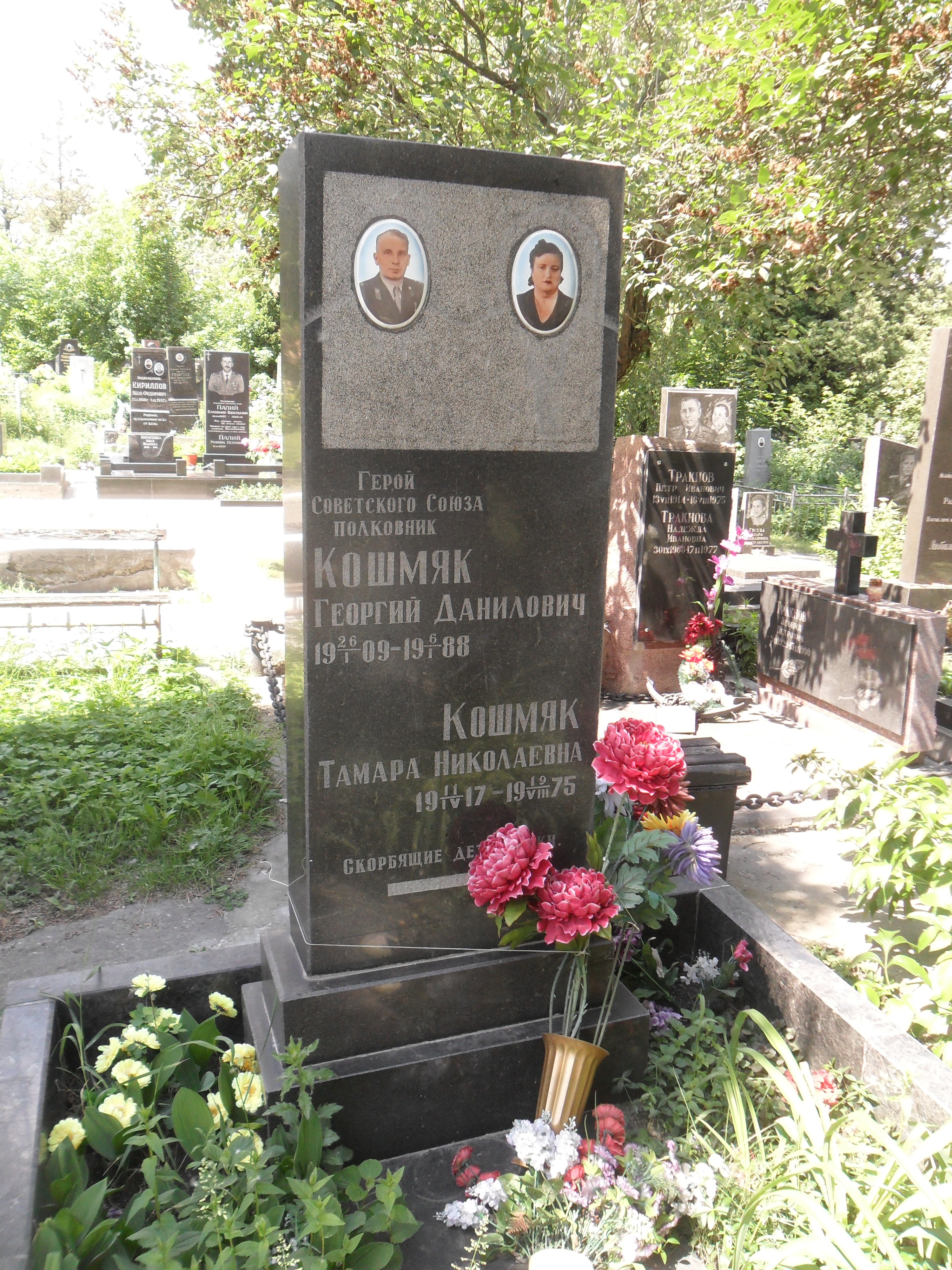
Могила Кошмяка на Лукьяновском военном кладбище Киева.

Георгий Кошмяк родился 26 января 1909 года в Киеве. В 1925 году он окончил начальную школу, после чего работал литейщиком на киевском заводе «Большевик». В 1929 году Кошмяк был призван на службу в Рабоче-крестьянскую Красную Армию. В 1932 году он окончил Киевскую пехотную школу. В 1938 году Кошмяк был уволен в запас. С июня 1941 года — на фронтах Великой Отечественной войны. Принимал участие в боях на Западном, Сталинградском, Центральном, Воронежском, 1-м Украинском и 1-м Белорусском фронтах. Участвовал в битве за Москву, освобождении города Плавска, Сталинградской и Курской битвах, освобождении Украинской ССР. В боях два раза был ранен. К октябрю 1943 года гвардии майор Георгий Кошмяк командовал 7-м гвардейским воздушно-десантным полком 2-й гвардейской воздушно-десантной дивизии 60-й армии Центрального фронта. Отличился во время битвы за Днепр.
В ночь с 1 на 2 октября 1943 года полк Кошмяка переправился через Днепр к северу от Киева и захватил плацдарм на его западном берегу. В течение пяти дней полк успешно удерживал занятые позиции, отражая контратаки немецкой пехоты при поддержке танков и авиации. В ночь с 5 на 6 октября 1943 года Кошмяк поднял остатки своего полка в контратаку, отбросив противника. 7 октября у села Медвин Чернобыльского района Киевской области Украинской ССР под руководством Кошмяка батальоны его полка успешно отразили ряд немецких контратак.
Указом Президиума Верховного Совета СССР от 17 октября 1943 года за «умелое командование полком, личные мужество и героизм, проявленные при удержании плацдарма на правом берегу Днепра» гвардии майор Георгий Кошмяк был удостоен высокого звания Героя Советского Союза с вручением ордена Ленина и медали «Золотая Звезда» за номером 2853.
В дальнейшем участвовал в освобождении Украинской ССР, Польши, боях в Германии, два раза был ранен. После окончания войны Кошмяк продолжил службу в Советской Армии. В 1953 году он окончил курсы «Выстрел». В 1961 году в звании полковника Кошмяк был уволен в запас. Проживал в Киеве. Умер 6 января 1988 года, похоронен на Лукьяновском военном кладбище Киева.
Был награждён двумя орденами Ленина, орденом Красного Знамени, двумя орденами Отечественной войны 1-й степени, орденом Красной Звезды, рядом медалей.